# Grand Prix moto des Nations 1952
Le Grand Prix moto des Nations, connu également sous le nom de Grand Prix d'Italie 1952 est le septième rendez-vous de la saison 1952 du championnat du monde de vitesse. Il s'est déroulé sur l'Autodromo Nazionale di Monza du 12 au 14 septembre 1952.
C'est la 30e édition du Grand Prix moto des Nations et la 4e édition comptant pour le championnat du monde.

## Classement final500cm3
| Pos. | Pilote                   | Moto       | Temps/Écart       | Points |
| ---- | ------------------------ | ---------- | ----------------- | ------ |
| 1    | Leslie Graham            | MV Agusta  | 1 h 10 min 40 s 3 | 8      |
| 2    | Umberto Masetti          | Gilera     | +58 s 4           | 6      |
| 3    | Nello Pagani             | Gilera     | +59 s             | 4      |
| 4    | Carlo Bandirola          | MV Agusta  | +1 min 01 s       | 3      |
| 5    | Giuseppe Colnago         | Gilera     | +1 min 15 s 8     | 2      |
| 6    | Reg Armstrong            | Norton     | +1 min 56 s 4     | 1      |
| 7    | Jack Brett               | AJS        | +2 min            |        |
| 8    | Libero Liberati          | Gilera     | +2 min 00 s 7     |        |
| 9    | Robin Sherry             | AJS        | +1 tour           |        |
| 10   | Martino Giani            | MV Agusta  | +1 tour           |        |
| 11   | Enrico Galante           | Norton     | +2 tours          |        |
| 12   | Francesco Guglielminetti | MV Agusta  | +2 tours          |        |
| 13   | Javier de Ortueta        | Norton     | +3 tours          |        |
| Abd. | Emilio Soprani           | Gilera     | Abandon           |        |
| Abd. | Tony McAlpine            | Norton     | Abandon           |        |
| Abd. | Rod Coleman              | AJS        | Abandon           |        |
| Abd. | Philip Heath             | Norton     | Abandon           |        |
| Abd. | Charles Bruguière        | Norton     | Abandon           |        |
| Abd. | Bill Lomas               | MV Agusta  | Abandon           |        |
| Abd. | Georges Burggraf         | Norton     | Abandon           |        |
| Abd. | Auguste Goffin           | Norton     | Abandon           |        |
| Abd. | Felice Benasedo          | Moto Guzzi | Abandon           |        |
| Abd. | Tito Forconi             | MV Agusta  | Abandon           |        |
| Abd. | Lodovico Facchinelli     | Gilera     | Abandon           |        |
| Abd. | Ray Amm                  | Norton     | Abandon           |        |

## Classement final350cm3
| Pos. | Pilote            | Moto      | Temps/Écart   | Points |
| ---- | ----------------- | --------- | ------------- | ------ |
| 1    | Ray Amm           | Norton    | 57 min 43 s 6 | 8      |
| 2    | Rod Coleman       | AJS       | +31 s 5       | 6      |
| 3    | Robin Sherry      | AJS       | +31 s 6       | 4      |
| 4    | Jack Brett        | AJS       | +31 s 8       | 3      |
| 5    | Auguste Goffin    | Norton    | +1 tour       | 2      |
| 6    | Roland Schnell    | Horex     | + ?           | 1      |
| 7    | Charles Bruguière | AJS       | + ?           |        |
| 8    | Sid Mason         | Velocette | + ?           |        |
| 9    | Arthur Wick       | Velocette | + ?           |        |
| 10   | G. Nevann         | Velocette | + ?           |        |
| 11   | Zoechling         | ...       | + ?           |        |
| 12   | Whelan            | ...       | + ?           |        |
| 13   | Webb              | ...       | + ?           |        |
| Abd. | ...               | ...       | Abandon       |        |

## Classement final250cm3
| Pos. | Pilote            | Moto       | Temps/Écart   | Points |
| ---- | ----------------- | ---------- | ------------- | ------ |
| 1    | Enrico Lorenzetti | Moto Guzzi | 50 min 07 s 2 | 8      |
| 2    | Werner Haas       | NSU        | +0 s          | 6      |
| 3    | Fergus Anderson   | Moto Guzzi | +1 s          | 4      |
| 4    | Alano Montanari   | Moto Guzzi | +10 s 9       | 3      |
| 5    | Roberto Colombo   | NSU        | +1 min 21 s 9 | 2      |
| 6    | Bruno Francisci   | Moto Guzzi | + ?           | 1      |
| 7    | Hermann Gablenz   | Horex      | + ?           |        |
| 8    | Ermanno Ozino     | Moto Guzzi | + ?           |        |
| 9    | Felice Benasedo   | Moto Guzzi | + ?           |        |
| 10   | Bruno Böhrer      | Parilla    | + ?           |        |
| 11   | Guido Paciocca    | Moto Guzzi | + ?           |        |
| 12   | Antonio Noè       | Parilla    | + ?           |        |
| 13   | Georg Braun       | Parilla    | + ?           |        |
| 14   | Gotthilf Gehring  | Moto Guzzi | + ?           |        |
| 15   | Lanfranco Baviera | Moto Guzzi | + ?           |        |
| 16   | Angelo Marelli    | Moto Guzzi | + ?           |        |
| 17   | Rupert Hollaus    | Moto Guzzi | + ?           |        |
| 18   | Bill Webster      | Velocette  | + ?           |        |
| 19   | Adelmo Mandolini  | Moto Guzzi | + ?           |        |
| 20   | G. Nevann         | Rudge      | + ?           |        |
| 21   | Webb              | Rudge      | + ?           |        |
| Abd. | Tommy Wood        | Moto Guzzi | Abandon       |        |
| Abd. | Manzoni           | ...        | Abandon       |        |
| Abd. | Zoechling         | ...        | Abandon       |        |

## Classement final125cm3
| Pos. | Pilote              | Moto        | Temps/Écart   | Points |
| ---- | ------------------- | ----------- | ------------- | ------ |
| 1    | Emilio Mendogni     | Moto Morini | 44 min 30 s 2 | 8      |
| 2    | Carlo Ubbiali       | FB Mondial  | +0 s 3        | 6      |
| 3    | Leslie Graham       | MV Agusta   | +0 s 6        | 4      |
| 4    | Luigi Zinzani       | Moto Morini | +1 s          | 3      |
| 5    | Guido Sala          | MV Agusta   | +23 s 1       | 2      |
| 6    | Hubert Luttenberger | NSU         | + ?           | 1      |
| 7    | Werner Haas         | NSU         | + ?           |        |
| 8    | Nello Pagani        | FB Mondial  | + ?           |        |
| 9    | Alex Mayer          | FB Mondial  | + ?           |        |
| 10   | B. Falconi          | MV Agusta   | + ?           |        |
| 11   | Federigo Bettoni    | MV Agusta   | + ?           |        |
| Abd. | Massimo Genevini    | MV Agusta   | Abandon       |        |
| Abd. | Cecil Sandford      | MV Agusta   | Abandon       |        |
| Abd. | Romolo Ferri        | Moto Morini | Abandon       |        |
| Abd. | Bill Lomas          | MV Agusta   | Abandon       |        |
| Abd. | Roberto Colombo     | NSU         | Abandon       |        |
| Abd. | Angelo Copeta       | MV Agusta   | Abandon       |        |

## Classement final side-car
| Pos. | Pilote          | Passager           | Moto       | Temps/Écart   | Points |
| ---- | --------------- | ------------------ | ---------- | ------------- | ------ |
| 1    | Ernesto Merlo   | Dino Magri         | Gilera     | 40 min 57 s 4 | 8      |
| 2    | Cyril Smith     | Les Nutt           | Norton     | +57 s 8       | 6      |
| 3    | Albino Milani   | Giuseppe Pizzocri  | Gilera     | +1 min 46 s 2 | 4      |
| 4    | Jacques Drion   | Inge Stoll-Laforge | Norton     | +1 tour       | 3      |
| 5    | Marcel Masuy    | Denis Jenkinson    | Norton     | +1 tour       | 2      |
| 6    | Len Taylor      | Peter Glover       | Norton     | + ?           | 1      |
| 7    | Giovanni Carrù  | ...                | Carrù      | + ?           |        |
| 8    | Jean Murit      | André Emo          | Norton     | + ?           |        |
| 9    | Julien Deronne  | Bruno Leys         | Norton     | + ?           |        |
| 10   | Fritz Mühlemann | Marie Mühlemann    | Triumph    | + ?           |        |
| 11   | A. Del Corno    | ...                | Moto Guzzi | + ?           |        |
| 12   | Renato Prati    | ...                | Moto Guzzi | + ?           |        |
| Abd. | Guido Galbiati  | ...                | Moto Guzzi | Abandon       |        |
| Abd. | Hofstetteber    | ...                | ...        | Abandon       |        |
| Abd. | Luigi Marcelli  | ...                | ...        | Abandon       |        |
| Abd. | Eric Oliver     | Lorenzo Dobelli    | Norton     | Abandon       |        |